# Heinrich von Othegraven
Heinrich von Othegraven eigentlich Martin Ludwig Servatius Hubert von Othegraven (* 21. Mai 1821 in Aachen; † 26. März 1899 in Magdeburg) war ein deutscher Theaterschauspieler, -regisseur und -intendant.

## Leben
Othegraven war der Sohn des Johann Karl Ludwig von Othegraven (1797–1860) und der Theresia Lantin (1803–unbekannt).
Seine Bühnentätigkeit begann er am Stadttheater seiner Vaterstadt im Jahre 1837, wo er unter dem Namen „Grafen“ als Schüler im „Faust“ debütierte. Er diente nach der Schule aber zunächst als Offizier in der preußischen Armee. bevor er nach Düren kam, wo er als „Eugenio“ in „Preciosa“ zum ersten Mal auftrat – eine Rolle, in der er exzelliert haben soll – hierauf erfolgten Engagements in Breslau, Köln, Danzig, Hamburg, Kiel, Leipzig, Magdeburg, Mainz, Rostock, Würzburg und im Theater an der Wien.
Seit 1853 bis zu seinem Wechsel nach Hamburg war er technischer Leiter des Leipziger Sommertheaters. 1871 war er Direktor des Bozener Stadttheaters.
1871 bis 1880 war er Direktor des Nationaltheaters in Innsbruck, wo er zugleich die Oberregie führte, und zog sich 1886 gänzlich vom Bühnenleben zurück. Er hatte seinen Wohnsitz in Magdeburg aufgeschlagen.